# Medalha "Participante da Operação Militar na Síria"
A Medalha "Participante da Operação Militar na Síria" (em russo:  Медаль «Участнику военной операции в Сирии», transl. Medal' «Uchastniku voyennoy operatsii v Sirii») é uma condecoração do Ministério da Defesa da Federação Russa. Foi criada pela ordem nº 732 de Sergei Shoigu em 30 de novembro de 2015. A medalha é concedida a militares e civis das Forças Armadas da Federação Russa que participaram ou auxiliaram as forças sírias ou russas na luta pelo poder do presidente sírio Bashar al-Assad na Guerra Civil.

## Características
A medalha é feita de metal dourado em formato circular com diâmetro de 32mm, com borda convexa em ambos os lados. No anverso da medalha: uma imagem monocromática em relevo de equipamento militar, com três caças na parte superior, um navio de mísseis na parte inferior no contorno das fronteiras da Síria. No reverso da medalha, na parte superior central, há uma imagem monocromática em relevo do emblema do Ministério da Defesa da Federação Russa, coroado com uma águia bicéfala com asas estendidas. Na pata direita da águia há uma espada, na esquerda há uma coroa de carvalho. No peito da águia há um escudo triangular, inclinado para baixo, com uma haste que sobe até a coroa.
No campo do escudo - um cavaleiro golpeando um dragão com uma lança, abaixo dele - uma inscrição em relevo em quatro linhas "participante da operação militar na Síria", em um círculo - uma inscrição em relevo: na parte superior - "Ministério da Defesa", na parte inferior - "Federação Russa". A medalha é fixada por meio de um olhal e um anel a uma almofada pentagonal coberta com uma fita de seda moiré de 24mm de largura. Da borda direita da fita, uma faixa laranja de 10mm de largura, delimitada à direita por uma faixa preta de 2mm de largura, à esquerda - faixas vermelha, branca e preta de tamanho igual.
Em março de 2016, o Ministério da Defesa da Federação Russa ordenou a produção de 10.300 dessas medalhas.

## História
O presidente sírio Bashar al-Assad aproveitou o tratado formal "Sobre amizade e cooperação entre a URSS e a Síria", datado de 8 de outubro de 1980, e em 30 de setembro de 2015, recorreu à Federação Russa para obter assistência militar. O Conselho da Federação Russa concordou em ajudar, limitando a oferta ao uso das Forças Aeroespaciais Russas para ajudar as forças terrestres da Síria a partir do ar, sem realizar uma operação terrestre.
No mesmo dia, um grupo aéreo da Federação Russa, composto por bombardeiros e aeronaves de ataque sob a cobertura de caças e helicópteros, começou a realizar ataques contra grupos rebeldes sírios. Aeronaves de longo alcance e forças especiais estavam envolvidas na operação, e alguns alvos foram atingidos com mísseis de cruzeiro dos navios da Flotilha do Cáspio e da Frota do Mar Negro perto da Crimeia ocupada pela Rússia.

## Agraciamento
Em 15 de março de 2016, o vice-ministro da Defesa russo, Nikolay Pankov, e o chefe do Estado-Maior do Exército Sírio, Ali Abdullah Ayyoub, concederam aos militares condecorações sírias e russas na Base Aérea de Khmeimim.
Em 16 de março de 2016, um grupo de aeronaves de ataque Su-25 retornou da Síria para a base aérea em Primorsko-Akhtarsk. O grupo não incluiu todos os aviões que participaram da guerra contra a oposição síria. Segundo o Pentágono, 8 a 10 aviões regressaram, sendo os últimos abandonados numa base na Síria. Segundo dados da Reuters, dos 36 aviões russos, apenas 15 regressaram à Federação Russa. Em 17 de março de 2016, foi realizada uma cerimônia em que três bombardeiros Su-24 retornaram da Síria na base aérea de Shagol, perto de Chelyabinsk.

Em 12 de dezembro de 2017, uma cerimônia foi realizada quando uma frota de bombardeiros de longo alcance Tu-22M3 retornou da Síria na base aérea de Shaykovka perto de Kirov, no Oblast de Kaluga, onde o tenente-general e comandante da Aviação de Longo Alcance, Sergey Kobylash, concedeu às tripulações a medalha.

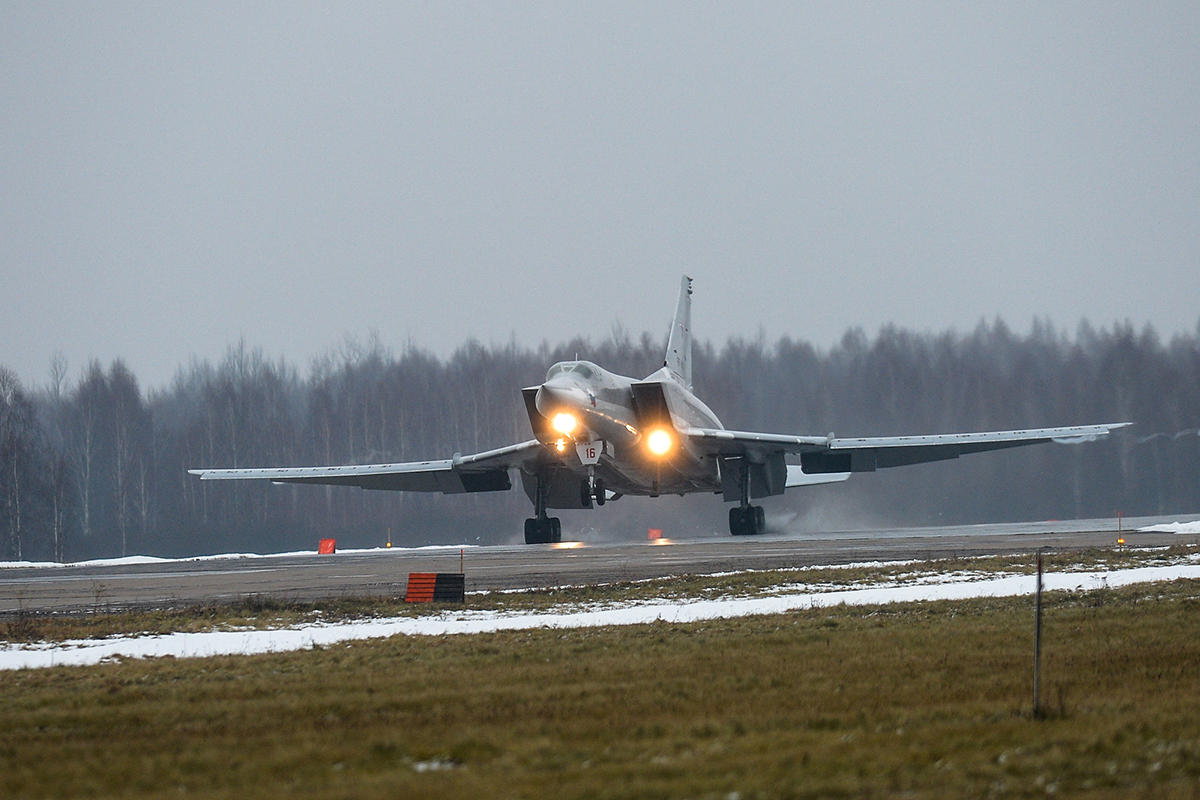
Tu-22M3 pousando na base aérea de Shaykovka após sua missão de bombardeio na Síria.
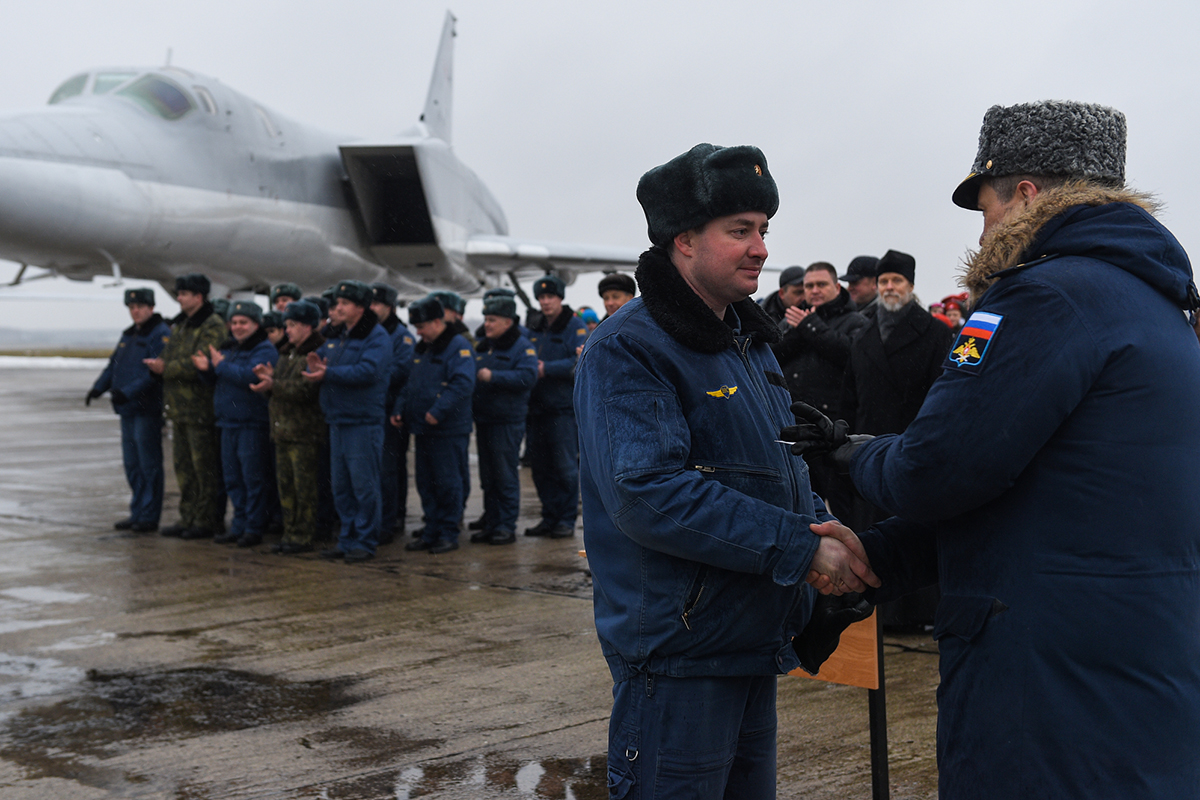
Membro da tripulação do Tu-22M3 sendo premiado na base aérea de Shaykovka por sua missão de bombardeio na Síria.
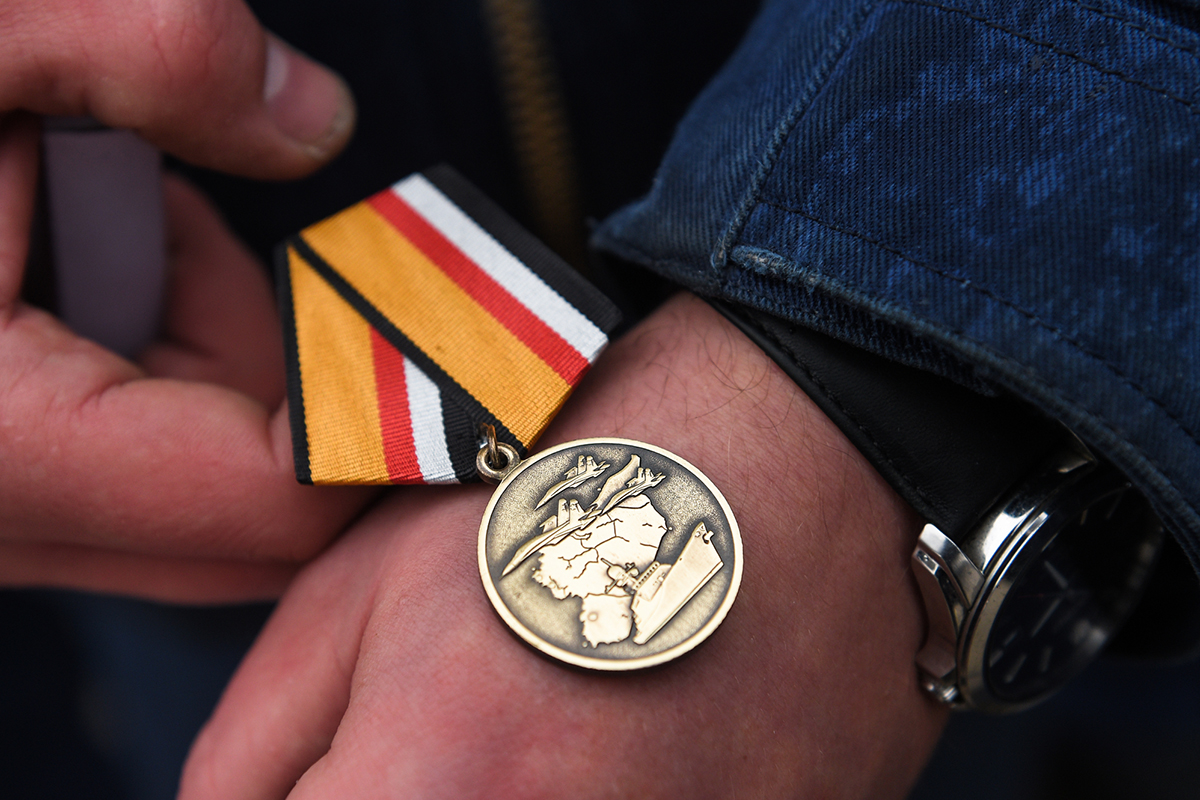
Medalha concedida na base aérea de Shaykovka por missão de bombardeio na Síria.